# Créhange
Créhange (deutsch Kriechingen, lothringisch Krischingen) ist eine französische Stadt mit 3745 Einwohnern (Stand 1. Januar 2022) im Département Moselle in der Region Grand Est (bis 2015 Lothringen).

## Geographie
Die Gemeinde liegt an beiden Ufern der Deutschen Nied, etwa 34 Kilometer südsüdöstlich von Metz, 22 Kilometer südlich von Boulay-Moselle (Bolchen), zwei Kilometer westlich von Faulquemont (Falkenberg) und etwa zehn Kilometer südwestlich von Saint-Avold (Sankt Avold).

## Geschichte
Der Ort wurde 1121 erstmals als Krichinga erwähnt und war später Hauptort der Grafschaft Kriechingen im Heiligen Römischen Reich. Von der Burg der Grafen von Kriechingen sind bis heute Ruinen im Ort erhalten.
Der Barockautor Johann Michael Moscherosch (1601–1669) war 1631–1634 Amtmann der Grafen von Kriechingen.
Ab dem 17. Jahrhundert ist eine jüdische Gemeinde nachgewiesen, der letzte Überrest ist der jüdische Friedhof.
Zum Zeitpunkt der Annexion Lothringens durch Frankreich 1766 trat der französische König die Lehenshoheit über Kriechingen (und Püttlingen) an Nassau-Saarbrücken ab. 1793 wurde Kriechingen jedoch erneut von Frankreich besetzt und annektiert, was 1801 im Friede von Lunéville anerkannt werden musste.
Durch den Frankfurter Frieden vom 10. Mai 1871 kam das Gebiet an das deutsche Reichsland Elsaß-Lothringen, und das Dorf wurde dem Kreis Bolchen im Bezirk Lothringen zugeordnet. Die Dorfbewohner betrieben Getreidebau und Viehzucht.
Nach dem Ersten Weltkrieg musste die Region aufgrund der Bestimmungen des Versailler Vertrags 1919 an Frankreich abgetreten werden. Im Zweiten Weltkrieg war die Region von der deutschen Wehrmacht besetzt.

### Demographie
Im Jahr 1871 hatte Kriechingen 570 meist römisch-katholische Einwohner, die in 124 Häusern und 138 Familien lebten und unter denen sich ein Evangelischer und 110 Juden befanden. Im Jahr 1910 wurden 370 Einwohner gezählt. 
| Jahr      | 1962 | 1968 | 1975 | 1982 | 1990 | 1999 | 2007 | 2019 |
| Einwohner | 3750 | 3569 | 3355 | 4017 | 3854 | 3891 | 3974 | 3871 |

## Sehenswürdigkeiten
- Burg Créhange
- Kirche St. Michel
- Kirche St. Joseph in der Bergarbeitersiedlung (Cité)
- Jüdischer Friedhof
- Protestantische Kirche in der Bergarbeitersiedlung (Cité)

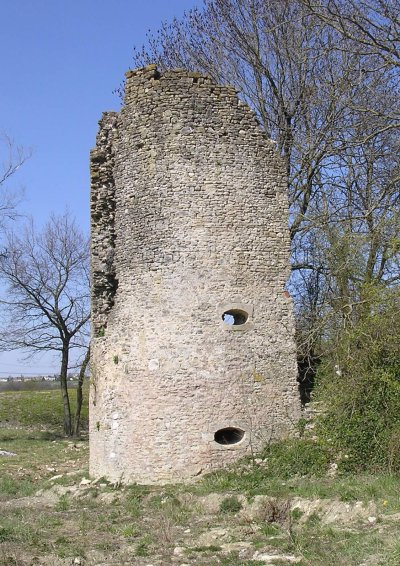
Ruinen der ehemaligen Burg
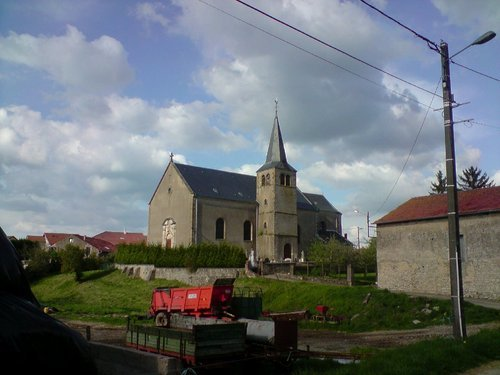
Kirche St. Michel
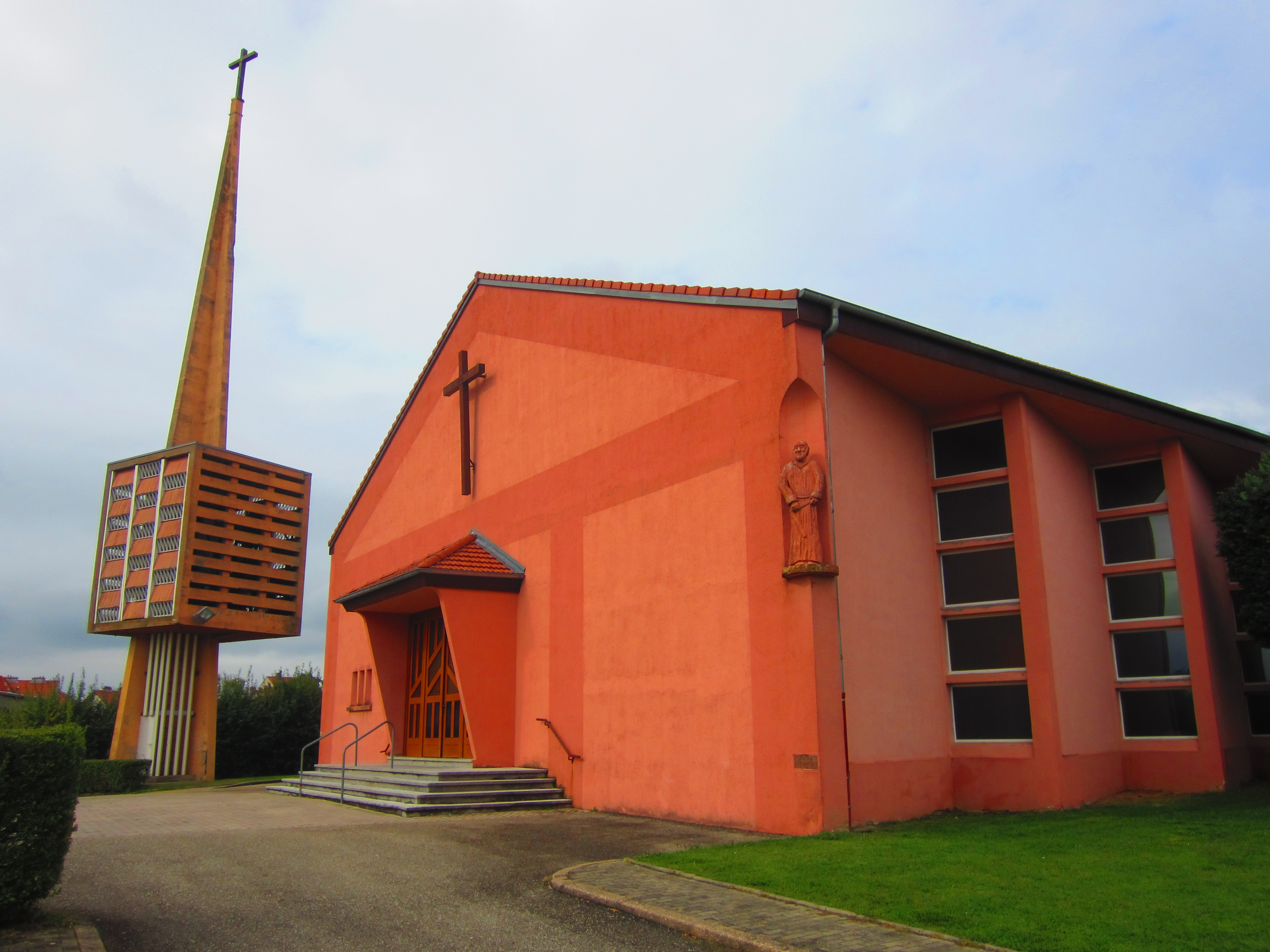
Kirche St. Joseph
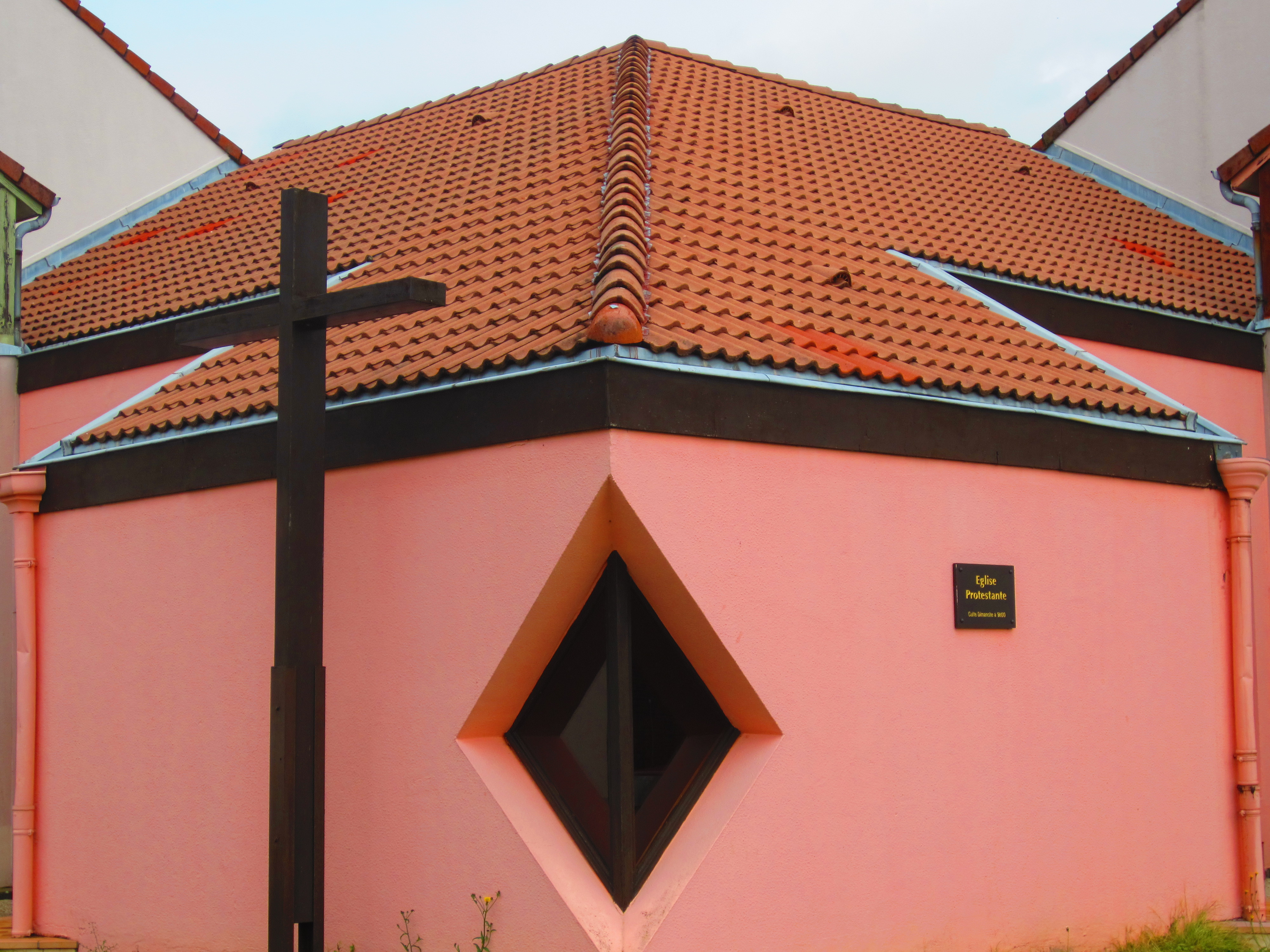
Protestantische Kirche
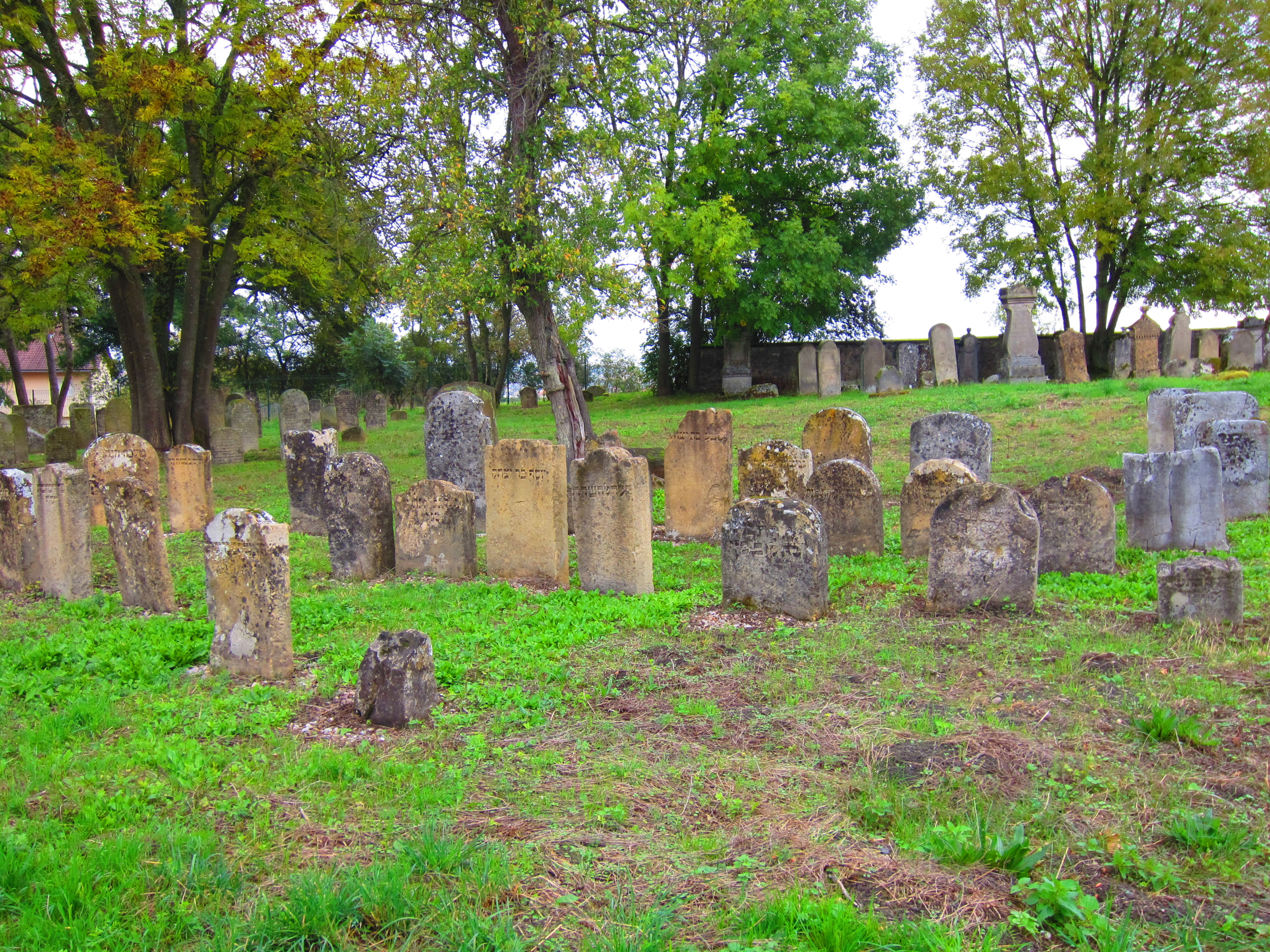
Jüdischer Friedhof

## Partnerstadt
Seit 1970 pflegt Créhange eine Partnerschaft mit Püttlingen im Saarland.